# Campionato di calcio della Repubblica Socialista Sovietica d'Estonia 1946
Il Campionato di calcio della Repubblica Socialista Sovietica d'Estonia 1946 era la massima divisione del campionato estone ed era un campionato regionale sovietico. La vittoria finale andò al BLTSK che vinse il primo titolo della sua storia.

## Formula
Il campionato era formato da sei squadre che si incontrarono in gironi di andata e ritorno, per un totale di 10 partite.

## Classifica finale
|                       | Pos. | Squadra          | Pt | G  | V | N | P | GF | GS | DR  |
| --------------------- | ---- | ---------------- | -- | -- | - | - | - | -- | -- | --- |
| RSS Estone (bandiera) | 1    | BLTSK            | 17 | 10 | 8 | 1 | 1 | 31 | 10 | +21 |
|                       | 2    | TÜM Tallinn      | 14 | 10 | 6 | 2 | 2 | 18 | 10 | +8  |
|                       | 3    | Kalev Tallinn    | 11 | 10 | 5 | 1 | 4 | 17 | 10 | +7  |
|                       | 4    | Dünamo Rakvere   | 11 | 10 | 4 | 3 | 3 | 13 | 11 | +2  |
|                       | 5    | Dünamo Tallinn B | 5  | 10 | 2 | 1 | 7 | 9  | 22 | -13 |
|                       | 6    | Spartak Tallinn  | 2  | 10 | 1 | 0 | 9 | 8  | 33 | -25 |